# مجمع‌الجزایر لوئیسیاد
مجمع‌الجزایر لوئیسیاد (به لاتین: Louisiade Archipelago) یک مجمع‌الجزایر در پاپوآ گینه نو است که در استان خلیج میلنه واقع شده‌است. زنجیره جزیره‌گان لوئیسیاد ۴۷٬۰۰۰ نفر جمعیت دارد.